# Зайцев, Дмитрий Дмитриевич
Дмитрий Дмитриевич Зайцев (1849 — 16 сентября 1918, Петроград) — архитектор, академик архитектуры Императорской Академии художеств.

## Биография
Учился в Императорской Академии художеств (1869—1877). Получил медали Академии: малая серебряная (1873), большая серебряная медаль (1874), малая золотая медаль (1876). Работал помощником у архитекторов Р. Б. Бернгардта и К. К. Рахау. Получил от Академии художеств «звание классного художника 2-й степени с присвоенным правом на чин XII класса с предоставлением производить постройки» (1877). Избран в академики (1902).
Служил в Ведомстве учреждений императрицы Марии Фёдоровны, архитектором в Стрельне, Павловске, Мраморном дворце, Инженерном замке.
Среди основных построек в Петербурге: производственные сооружения чугунолитейного и механического заводов Ф. К. Сан-Галли (Лиговский пр., 60 двор, 1880), жилой дом (Лиговский пр., 64, 1880—1881), здание приюта Введенской церкви (Рузовская, 7, 1882), здание больницы Александровской общины сестёр милосердия (Бронницкая, 9, 1886), доходный дом М. А. Лавровой (Загородный пр., 28, 1898). Строил также в Орловской губернии, Новоладожском и Лужском уездах Петербургской губернии.

### Известные проекты
Известными проектами архитектора Д. Д. Зайцева являются:
- Жилая колония для рабочих чугунолитейного и механического завода Ф. К. Сан-Галли. Черняховского ул., 60-62; Черняховского ул., 75 (1879—1880)[6]
- Жилой дом при заводе Ф. К. Сан-Галли. Лиговский пр., 64-66 (1880—1881)[7]
- Здание приюта Введенской церкви. Рузовская ул., 7 (1882)[8]
- Здание лечебницы Александровской Общины сестер милосердия РОКК. Бронницкая ул., 9 (1884—1886)[9][10]
- Доходный дом М. А. Лавровой. Загородный пр., 28 (1898)[11]
- Доходный дом. 5-я Красноармейская ул., 5 (1898)[12]
- Часовня Николая Чудотворца на Петербургской улице. Стрельна. Санкт-Петербургское шоссе, 82 (1899)[13]
- Церковь Хрисанфа и Дарии при Лейб-гвардии Драгунском полку. Петергоф. Суворовская ул., 14; Красных Курсантов бульв., 25 (1903—1904)[14]
- Часовня Николая Чудотворца в Стрельнинском порту. Стрельна. Пристанская ул., 23А (1910—1913)[15]